# Tiara armênia

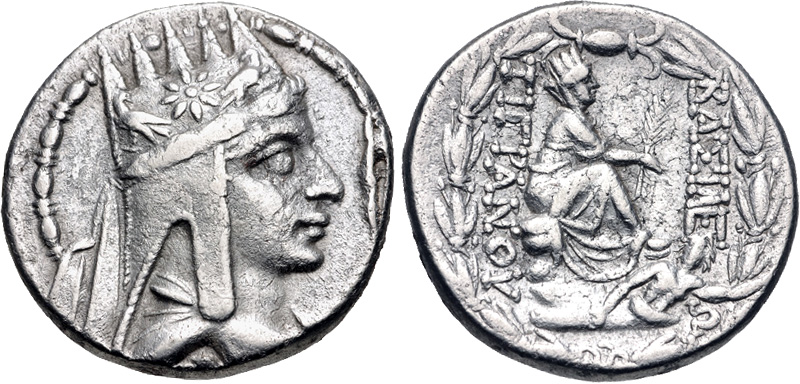
Tetradracma de Tigranes, o Grande, cunhado em Tigranocerta em

tiara armênia é um termo usado para se referir a uma tiara pontiaguda que era característica da cunhagem da Armênia no Período Helenístico Tardio. Originou-se da insígnia usada pela autoridade real e satrapal no Império Aquemênida e o exemplo mais conhecido foi usado pelo rei artaxíada Tigranes, o Grande (r. 95–55 a.C.). A tiara foi notavelmente usada por Monobas I, o rei de Adiabena. Pode ter sido feito como parte da propaganda para mostrar que seu reino havia substituído a Armênia como uma potência regional no Oriente Próximo. Antíoco I (r. 70–31 a.C.), o rei de Comagena, adotou-a como insígnia de poder. A tiara, que chamou de citaris, foi vista por ele como uma manifestação dos legados persa e orôntida.